# Ватажок (серіал, 2011)
«Ватажок» (англ. Top Boy) — англійський серіал 2011-2023 рр. у жанрі кримінальної драми та створений компаніями Cowboy Films, Easter Partisan, DreamCrew, SpringHill Entertainment. В головних ролях — Ешлі Волтерс, Кейн Робінсон, Малкольм Камулете, Джакомо Манчіні, Шон Ромул, Шерон Данкен-Брюстер, Кірстон Верінг, Ніколас Піннок, Ксав'єн Рассел, Майкл Ворд, Жасмін Джобсон, Little Simz, Хоуп Ікпоку-мл., Аралоїн Ошунремі, Кейон Кук, Йоладе Обасола, Кадім Рамсей, Ліза Дван, Саффрон Хокінг, Нолей, Адвоа Абоа, Саванна Уелш. Серіал вийшов на Channel 4 31 жовтня 2011 року. Серіал має 5 сезонів. Завершився 32-м епізодом, який вийшов у ефір 7 вересня 2023 року.

## Сюжет

### сезон 3
Двійко затятих наркоторговців повертаються на суворі вулиці Лондона в пошуках грошенят, проте їм дошкуляє молодий безжальний шахрай.

### сезон 4
Дюшейн хоче розширити свою імперію. Проте через значні інвестиції, закордонних партнерів і проблеми в родині, він розуміє, що більше грошей — то більше проблем

### сезон 5
Саллі бере керування на себе, змушуючи Дюшейна розплачуватися, але новий порядок приносить нові проблеми, загрози й наслідки.

## Актори та персонажі
| Актор                | Роль                     | Сезон                | Сезон             | Сезон                | Сезон                | Сезон             |
| Актор                | Роль                     | 1                    | 2                 | 3                    | 4                    | 5                 |
| -------------------- | ------------------------ | -------------------- | ----------------- | -------------------- | -------------------- | ----------------- |
| Ешлі Волтерс         | Дюшейн Хіл               | Основний персонаж    | Основний персонаж | Основний персонаж    | Основний персонаж    | Основний персонаж |
| Кейн Робінсон        | Джерард «Саллі» Салліван | Основний персонаж    | Основний персонаж | Основний персонаж    | Основний персонаж    | Основний персонаж |
| Малкольм Камулете    | Ра'Нелл Сміт             | Основний персонаж    | Основний персонаж |                      |                      |                   |
| Джакомо Манчіні      | Гемель «Джем» Мустафа    | Основний персонаж    | Основний персонаж | Періодичний персонаж |                      |                   |
| Шон Ромул            | Дріс Райт                | Основний персонаж    | Основний персонаж | Основний персонаж    |                      |                   |
| Шерон Данкен-Брюстер | Ліза Сміт                | Основний персонаж    | Основний персонаж |                      |                      |                   |
| Кірстон Верінг       | Хізер                    | Основний персонаж    |                   |                      |                      |                   |
| Ніколас Піннок       | Леон                     | Основний персонаж    |                   |                      |                      |                   |
| Ксав'єн Рассел       | Майкл                    | Періодичний персонаж | Основний персонаж |                      |                      |                   |
| Майкл Ворд           | Джеймі Товелл            |                      |                   | Основний персонаж    | Основний персонаж    |                   |
| Жасмін Джобсон       | Жаклін «Жак» Лоуренс     |                      |                   | Основний персонаж    | Основний персонаж    | Основний персонаж |
| Little Simz          | Шеллі                    |                      |                   | Основний персонаж    | Основний персонаж    | Основний персонаж |
| Хоуп Ікпоку-мл       | Аарон Товелл             |                      |                   | Основний персонаж    | Основний персонаж    |                   |
| Аралоїн Ошунремі     | Стефан Товелл            |                      |                   | Основний персонаж    | Основний персонаж    | Основний персонаж |
| Кейон Кук            | Аттика «Атс» Айіттей     |                      |                   | Основний персонаж    |                      |                   |
| Йоладе Обасола       | Амма Айіттей             |                      |                   | Основний персонаж    | Основний персонаж    |                   |
| Кадім Рамсей         | Кіт                      |                      |                   | Основний персонаж    | Основний персонаж    |                   |
| Ліза Дван            | Ліззі Кілфаунс           |                      |                   | Основний персонаж    | Основний персонаж    |                   |
| Саффрон Хокінг       | Лорін Лоуренс            |                      |                   | Періодичний персонаж | Основний персонаж    | Основний персонаж |
| Нолей                | Менді                    |                      | Запрошена зірка   |                      | Періодичний персонаж | Основний персонаж |
| Адвоа Абоа           | Бекс                     |                      |                   |                      | Періодичний персонаж | Основний персонаж |
| Саванна Уелш         | Ерін Райт                |                      |                   | Періодичний персонаж |                      | Основний персонаж |

### Повторювані
| Актор         | Роль        |
| Летиція Райт  | Шантель     |
| Бенедикт Вонг | Вінсент     |
| Пол Андерсон  | Майк        |
| Мікаела Коел  | Кейла       |
| Говард Чарльз | Кертіс      |
| Баррі Кіоган  | Джонні Магі |

## Сезони
| Сезон | Епізоди | Епізоди | Оригінальний показ | Оригінальний показ | Оригінальний показ |
| Сезон | Епізоди | Епізоди | Перший показ       | Останній показ     | Мережа             |
| ----- | ------- | ------- | ------------------ | ------------------ | ------------------ |
| 1     | 4       | 4       | 31 жовтня 2011     | 3 листопада 2011   | Channel 4          |
| 2     | 4       | 4       | 20 серпня 2013     | 10 вересня 2013    | Channel 4          |
| 3     | 10      | 10      | 13 вересня 2019    | 13 вересня 2019    | Netflix            |
| 4     | 8       | 8       | 18 березня 2022    | 18 березня 2022    | Netflix            |
| 5     | 6       | 6       | 7 вересня 2023     | 7 вересня 2023     | Netflix            |

## Список серій

### Сезон 1 (2011)
| № | # | Назва                  | Режисер   | Сценарист     | Перший ефір у США |
| - | - | ---------------------- | --------- | ------------- | ----------------- |
| 1 | 1 | «Епізод 1» «Episode 1» | Ян Деманж | Ронан Беннетт | 31 жовтня 2011    |
| - |   |                        |           |               |                   |
| 2 | 2 | «Епізод 2» «Episode 2» | Ян Деманж | Ронан Беннетт | 1 листопада 2011  |
| - |   |                        |           |               |                   |
| 3 | 3 | «Епізод 3» «Episode 3» | Ян Деманж | Ронан Беннетт | 2 листопада 2011  |
| - |   |                        |           |               |                   |
| 4 | 4 | «Епізод 4» «Episode 4» | Ян Деманж | Ронан Беннетт | 3 листопада 2011  |
| - |   |                        |           |               |                   |

### Сезон 2 (2013)
| № | # | Назва                  | Режисер               | Сценарист     | Перший ефір у США |
| - | - | ---------------------- | --------------------- | ------------- | ----------------- |
| 5 | 1 | «Епізод 1» «Episode 1» | Джонатан ван Тюллекен | Ронан Беннетт | 20 серпня 2013    |
| - |   |                        |                       |               |                   |
| 6 | 2 | «Епізод 2» «Episode 2» | Джонатан ван Тюллекен | Ронан Беннетт | 27 серпня 2013    |
| - |   |                        |                       |               |                   |
| 7 | 3 | «Епізод 3» «Episode 3» | Джонатан ван Тюллекен | Ронан Беннетт | 3 вересня 2013    |
| - |   |                        |                       |               |                   |
| 8 | 4 | «Епізод 4» «Episode 4» | Джонатан ван Тюллекен | Ронан Беннетт | 10 вересня 2013   |
| - |   |                        |                       |               |                   |

### Сезон 3 (2019)
| № | #  | Назва                                                | Режисер               | Сценарист     | Перший ефір у США |
| --- | -- | ---------------------------------------------------- | --------------------- | ------------- | ----------------- |
| 9 | 1  | «Слабкість» «Bruk Up»                                | Рейнальдо Маркус Грін | Ронан Беннетт | 13 вересня 2019   |
| Джеймі, що вміло виходить із небезпечних ситуацій, прагне очолити вуличну банду й залучити нового постачальника. На Ямайці долю Дюшейна вирішує впливовий наркобарон.    |    |                                                      |                       |               |                   |
| 10 | 2  | «Налагодження стосунків» «Building Bridges»          | Рейнальдо Маркус Грін | Ронан Беннетт | 13 вересня 2019   |
| Дюшейн повертається до Лондона. Джеймі вправно поєднує обов’язки сім’янина й ризиковані ділові рішення. Співкамерник провокує Саллі перед самим виходом із в’язниці.     |    |                                                      |                       |               |                   |
| 11 | 3  | «Вогонь» «Big Flame»                                 | Рейнальдо Маркус Грін | Ронан Беннетт | 13 вересня 2019   |
| Дюшейну конче потрібні гроші, тому він робить пропозицію давньому другові й улаштовує невдале пограбування. Джеймі ворогує з іншою бандою, але не хоче привертати увагу. |    |                                                      |                       |               |                   |
| 12 | 4  | «Нічне багаття» «Bonfire Night»                      | Ніа Дакоста           | Деіел Уест    | 13 вересня 2019   |
| Між Філдс й Ей-Роуд загострюється ворожнеча. Через напад Саллі й Джейсон опиняються в небезпеці. Плани Дюшейна призводять до неочікуваного результату.                   |    |                                                      |                       |               |                   |
| 13 | 5  | «Не на руках, а в голові» «Smoke Gets in Your Hands» | Ніа Дакоста           | Ронан Беннетт | 13 вересня 2019   |
| Команда Дюшейна й Саллі добре заробляє, але з’являється загроза для їхнього успішного бізнесу. Жодна зі сторін не готова поступитися.                                    |    |                                                      |                       |               |                   |
| 14 | 6  | «Вербування» «Press Gang»                            | Брейді Гуд            | Ронан Беннетт | 13 вересня 2019   |
| Банда Нульова толерантність утверджує свою владу. Команда Дюшейна шукає новобранців. Коли Саллі стає мішенню, група готується до війни.                                  |    |                                                      |                       |               |                   |
| 15 | 7  | «Чавлення» «The Squeeze»                             | Брейді Гуд            | Деіел Уест    | 13 вересня 2019   |
| Атс виконує першу доставку. Сплановане Джеймі покарання йде шкереберть. Після попередження Гейза Дюшейн намагається позбутися конкурентів.                               |    |                                                      |                       |               |                   |
| 16 | 8  | «Травма» «Bad Eye»                                   | Анейл Карія           | Ронан Беннетт | 13 вересня 2019   |
| Давній знайомий тікає з в’язниці й погрожує Джеймі через його самозване лідерство. Ліззі змушена змінити свою бізнес-стратегію.                                          |    |                                                      |                       |               |                   |
| 17 | 9  | «Сім’я є у всіх» «Everyone's Got Family»             | Анейл Карія           | Ронан Беннетт | 13 вересня 2019   |
| Прагнучи знищити Шугара й Джеймі, Дюшейн і Саллі організовують удари по своїх суперниках, доки несподівана перестрілка не руйнує їхні плани.                             |    |                                                      |                       |               |                   |
| 18 | 10 | «Ти мене не знаєш» «You Don't Know Me»               | Анейл Карія           | Ронан Беннетт | 13 вересня 2019   |
| Коли після загибелі ворога Джеймі повертає собі владу, Дюшейн і Саллі намагаються підступом його перехитрувати.                                                          |    |                                                      |                       |               |                   |

### Сезон 4 (2022)
| № | # | Назва                                             | Режисер            | Сценарист                    | Перший ефір у США |
| --- | - | ------------------------------------------------- | ------------------ | ---------------------------- | ----------------- |
| 19 | 1 | «Хороші принципи» «Good Morals»                   | Брейді Гуд         | Ронан Беннетт                | 18 березня 2022   |
| Дюшейн збирається легалізувати свою діяльність, тому продумує наступні кроки й робить пропозицію Джеймі. Мешканці розлючені через майбутнє Саммерхауса.          |   |                                                   |                    |                              |                   |
| 20 | 2 | «Як виправити це?» «How Do I Fix This?»           | Брейді Гуд         | Ронан Беннетт                | 18 березня 2022   |
| Амма отримує жахливі новини. Саллі зустрічає добру незнайомку. Джек із друзями розбираються зі справами вдома, доки Дюшейн проводить важливу зустріч в Іспанії.  |   |                                                   |                    |                              |                   |
| 21 | 3 | «Малесенька послуга» «Likkle Favour»              | Брейді Гуд         | Деіел Уест                   | 18 березня 2022   |
| Після невдачі з партією наркотиків Дюшейн відправляє Джеймі до Марокко, щоб знайти можливий витік. Джек мститься нападнику. Поліція йде слідами Рубена.          |   |                                                   |                    |                              |                   |
| 22 | 4 | «Справжній головний біль» «Fully Loaded Headache» | Кобі Адом          | Ронан Беннетт                | 18 березня 2022   |
| Поліція полює на Дюшейна, тоді як він свариться з матір’ю через реконструкцію в Саммерхаус. У Марокко перехоплюють ще одну партію наркотиків.                    |   |                                                   |                    |                              |                   |
| 23 | 5 | «15 відсотків» «15 Point»                         | Кобі Адом          | Ронан Беннетт                | 18 березня 2022   |
| У соцмережах поширюється неприємне відео, і Дюшейн поспішає на пошуки Саллі. Джеймі вирушає в Іспанію, щоб укласти угоду, а Лорен шукає вихід.                   |   |                                                   |                    |                              |                   |
| 24 | 6 | «Плащ і меч» «De Capa y Espada»                   | Міріам Раджа       | Деіел Уест                   | 18 березня 2022   |
| Джек вистежує жінку з відео Атса. Дюшейн відвідує слухання щодо внесення застави за Рубена. До Іспанії приїжджає несподіваний гість, який заважає планам Джеймі. |   |                                                   |                    |                              |                   |
| 25 | 7 | «Ми стіною за родину» «We Ride Out for Family»    | Вільям Стефан Сміт | Ронан Беннетт, Тайрон Рашард | 18 березня 2022   |
| Шеллі стикається зі своїм минулим. Джеймі зустрічається з Кітом. Прагнучи повернути Лорен, Кертіс вдається до хитрощів, а в Дюшейна стає забагато проблем.       |   |                                                   |                    |                              |                   |
| 26 | 8 | «Прояви себе» «Prove Yourself»                    | Вільям Стефан Сміт | Ронан Беннетт                | 18 березня 2022   |
| Джек улаштовує зустріч із Кертісом. Поліція стикається з перешкодою в розслідуванні. Відданість Джеймі проходить перевірку. Дюшейн змінює думку.                 |   |                                                   |                    |                              |                   |

### Сезон 5 (2023)
| № | # | Назва                                         | Режисер            | Сценарист     | Перший ефір у США |
| --- | - | --------------------------------------------- | ------------------ | ------------- | ----------------- |
| 27 | 1 | «Відступи» «Step Back»                        | Міріам Раджа       | Ронан Беннетт | 7 вересня 2023    |
| Дюшейн погоджується підтримати нові бізнес-починання Шеллі. Саллі отримує посилку з жахливим сюрпризом усередині.                       |   |                                               |                    |               |                   |
| 28 | 2 | «Екскурсія» «The Tour»                        | Міріам Раджа       | Ронан Беннетт | 7 вересня 2023    |
| Джек проводить час зі своєю сестрою Лорін. Саллі хоче самотужки розібратися з новою загрозою, але Дюшейн йому не довіряє.               |   |                                               |                    |               |                   |
| 29 | 3 | «День народження» «Birthday Party»            | Міріам Раджа       | Елліот Воррен | 7 вересня 2023    |
| Дюшейн намагається відстежити свої інвестиції. Саллі планує підступ проти нового партнера. Усі мрії Шеллі розбиваються.                 |   |                                               |                    |               |                   |
| 30 | 4 | «Це вбиває нас» «The Food Is Killing Us»      | Міріам Раджа       | Тайрон Рашард | 7 вересня 2023    |
| Стефан й Ерін роблять наступний крок у стосунках. Шеллі вважає, що вони з Дюшейном квити. Джека долають сумніви.                        |   |                                               |                    |               |                   |
| 31 | 5 | «Невже до цього дійшло» «Has It Come to This» | Вільям Стефан Сміт | Ронан Беннетт | 7 вересня 2023    |
| Після зухвалого вчинку Джек подається на втіки. Саллі шукає відповіді. Дюшейн дізнається, що поліція дуже близько підібралася до нього. |   |                                               |                    |               |                   |
| 32 | 6 | «Якщо ми не монстри» «If We Are Not Monsters» | Вільям Стефан Сміт | Ронан Беннетт | 7 вересня 2023    |
| Саммерхаус палає, а Джек прагне вчинити правильно. Дюшейн готується до втечі, а Саллі зустрічає привида з минулого.                     |   |                                               |                    |               |                   |